# Liste des pays ayant le russe pour langue officielle
Le russe est la langue officielle de 4 pays membres de l'ONU ainsi que dans plusieurs régions.

## Pays où lerusseest une langue officielle

Bleu foncé: Pays ayant le russe pour langue officielle. Blue clair: Pays ou le russe est bien parlé.

| Pays         | Population en 2010 | Population ayant le russe comme langue maternelle | Estimation du nombre total de locuteurs du russe | Statut de la langue russe | Voir aussi                    |
| ------------ | ------------------ | ------------------------------------------------- | ------------------------------------------------ | ------------------------- | ----------------------------- |
| Total        | 173 965 509        | 130 491 000                                       | 163 000 000                                      |                           | Russe                         |
| Russie       | 142 914 509        | 118 600 000                                       | 137 500 000                                      | Langue officielle         | Langues officielles de Russie |
| Biélorussie  | 9 500 000          | 8 991 000                                         | 9 300 000                                        | Seconde langue officielle | Langues en Biélorussie        |
| Kazakhstan   | 16 000 000         | 2 500,000                                         | 13 500 000                                       | Seconde langue officielle | Langues au Kazakhstan         |
| Kirghizistan | 5 551 000          | 400 000                                           | 2 700 000                                        | Seconde langue officielle | Langues au Kirghizistan       |

## Pays non membres de l’ONU, ayant le russe comme langue officielle
| Pays non membre de l'ONU | État revendiquant | Population dans les années 2010 | Locuteurs de langue maternelle russe (%) | Statut du russe | Voir aussi                   |
| ------------------------ | ----------------- | ------------------------------- | ---------------------------------------- | --------------- | ---------------------------- |
| Abkhazie                 | Géorgie           | 240 705                         | 23 420 (10,879 %)                        | Officielle      | x                            |
| Ossétie du Sud           | Géorgie           | 51 547                          | ?                                        | Officielle      | x                            |
| Transnitrie              | Moldavie          | 505 153                         | 161 300 (34%)                            | Officielle      | Russes de Moldavie           |
| Haut-Karabagh            | Azerbaïdjan       | 148 917                         | ?                                        | Officielle      | Démographie du Haut-Karabagh |

## Régions où le russe est une langue officielle
| Région                                         | Pays     | Statut                                                                             | Population en 2001 | Locuteurs de langue maternelle russe (%) | Statut des russes | Voir aussi          |
| ---------------------------------------------- | -------- | ---------------------------------------------------------------------------------- | ------------------ | ---------------------------------------- | ----------------- | ------------------- |
| Gagaouzie                                      | Moldavie | Région autonome                                                                    | 162 200            | x                                        | Officielle        | Langues en Moldavie |
| Oblast de Donetsk                              | Ukraine  | Oblast ; certaines zones de facto contrôlé par la république populaire de Donetsk  | 4 841 000          | 74,9%                                    | Régional          | Langues en Ukraine  |
| Oblast de Louhansk                             | Ukraine  | Oblast ; certaines zones de facto contrôlé par la république populaire de Lougansk | 2 546 200          | 68,8%                                    | Régional          | Langues en Ukraine  |
| Oblast de Kherson                              | Ukraine  | Oblast                                                                             | 1 175 100          | 24,9%                                    | Régionale         | Langues en Ukraine  |
| Oblast d'Odessa                                | Ukraine  | Oblast                                                                             | 2 469 000          | 41,9%                                    | Régionale         | Langues en Ukraine  |
| Oblast de Kharkiv                              | Ukraine  | Oblast                                                                             | 2 914 200          | 44,3%                                    | Régionale         | Langues en Ukraine  |
| Oblast de Dnipropetrovsk                       | Ukraine  | Oblast                                                                             | 3 567 600          | 32%                                      | Régionale         | Langues en Ukraine  |
| Plusieurs municipalités de Tulcea et Constanța | Roumanie |                                                                                    |                    | x                                        | Locale            | Langues en Roumanie |

## Organisations ayant le russe comme langue officielle
- Nations unies
  -  Agence internationale de l'énergie atomique
  -  Organisation de l'aviation civile internationale
  -  UNESCO
  -  Organisation mondiale de la santé
- Communauté des États indépendants
- Communauté économique eurasiatique
- Organisation du traité de sécurité collective
- Organisation de coopération de Shanghai
- Organisation pour la sécurité et la coopération en Europe
- Secrétariat du traité sur l’Antarctique (en)
- Organisation internationale de normalisation

## Pays où le russe possède quelques fonctions officielles
- Israel : utilisé pour la description de certaines drogues.[réf. nécessaire]
- Tadjikistan : langue utilisée pour les communications inter-ethniques.
- Ouzbékistan : utilisé pour institutions notariales et certains bureaux d'enregistrement[6].